# Сандра Ечеверия
Сандра Ечеверия Гамбоа (на испански: Sandra Echeverria Gamboa) е мексиканска актриса и певица.

## Биография
Родена е на 11 декември, 1984 г. в Мексико сити, Мексико. Започва да пее на 14 години. Има два издадени диска и е пяла в група. Определя себе си като романтична и чувствителна. Обича да ходи на кино. Харесва ездата и аеробиката.

## Кариера
Кариерата ѝ на актриса започва с главна роля в теленовелата на ТВ Ацтека – „Subete a Mi Moto“, където си партнира с Барбара Мори, Мишел Браун, Хорхе Луис Пила и др. Изпълнява главната роля във втория сезон на „Sonaras“ през 2004 г. Ролята ѝ на Марина в едноименния сериал на компания Телемундо я прави известна на международно ниво. Заради тази теленовела печели награда за ново лице от наградите ACE в Ню Йорк. Изпълнява и главната тема към теленовелата. Прави дебют в киното с филма „Free style“. Играе в два мексикански научнофантастични филма – „2033“ и „De dia y de noche“. След четири години отсъствие тя изпълнява главната роля в теленовелата „Клонинг“ и отново изпълнява главната тема към продукцията. След „Клонинг“, участва в теленовели като, „Силата на съдбата“ и „Опасни връзки“, където изпълнява главната роля.

## Филмография

### Теленовели
- Мария Феликс: Мексиканската дива (María Félix: La Doña) (2022) – Мария Феликс
- Узурпаторката (La usurpadora) (2019) – Паола Миранда / Паулина Дория
- Бандитката (La bandida) (2019) – Мариана Аедо / Грасиела Олмос „Бандитката“
- Любимата на кентавъра 2 (La querida del Centauro 2) (2017) – Ана Веласко
- Опасни връзки (Relaciones peligrosas) (2012) – Миранда Крус
- Силата на съдбата (La fuerza del destino) (2011) – Луси
- Клонинг (El Clon) (2010) – Хаде
- Марина (Marina) (2006) – Марина
- Да мечтаеш (Soñarás) (2004) – Естефания
- Колелата на любовта (Súbete a mi moto) (2002) – Мариана

### Филми
- Любовта на живота ми (Amor de mis amores) (2014)
- Искам да съм верен (Quiero ser fiel) (2014)
- Да летиш ниско (Volando bajo) (2014)
- Bound (2013) – Бианка
- Guía de Turistas (2013)
- Savages (2012)
- Casa de mi padre (2012)
- El Cartel de los Sapos (2011) – Елиана
- De Día y de Noche (2010) – Аурора
- 2033 (2009) – Лусия
- Condones.com (2009) – Санди
- Free Style (2008) – Алекс
- Double Dagger (2008) – Кармен
- Crazy (2007)
- The Oakley Seven (2006) – Ана Мария
- Enredos de Amor (2006)